# 選挙小屋

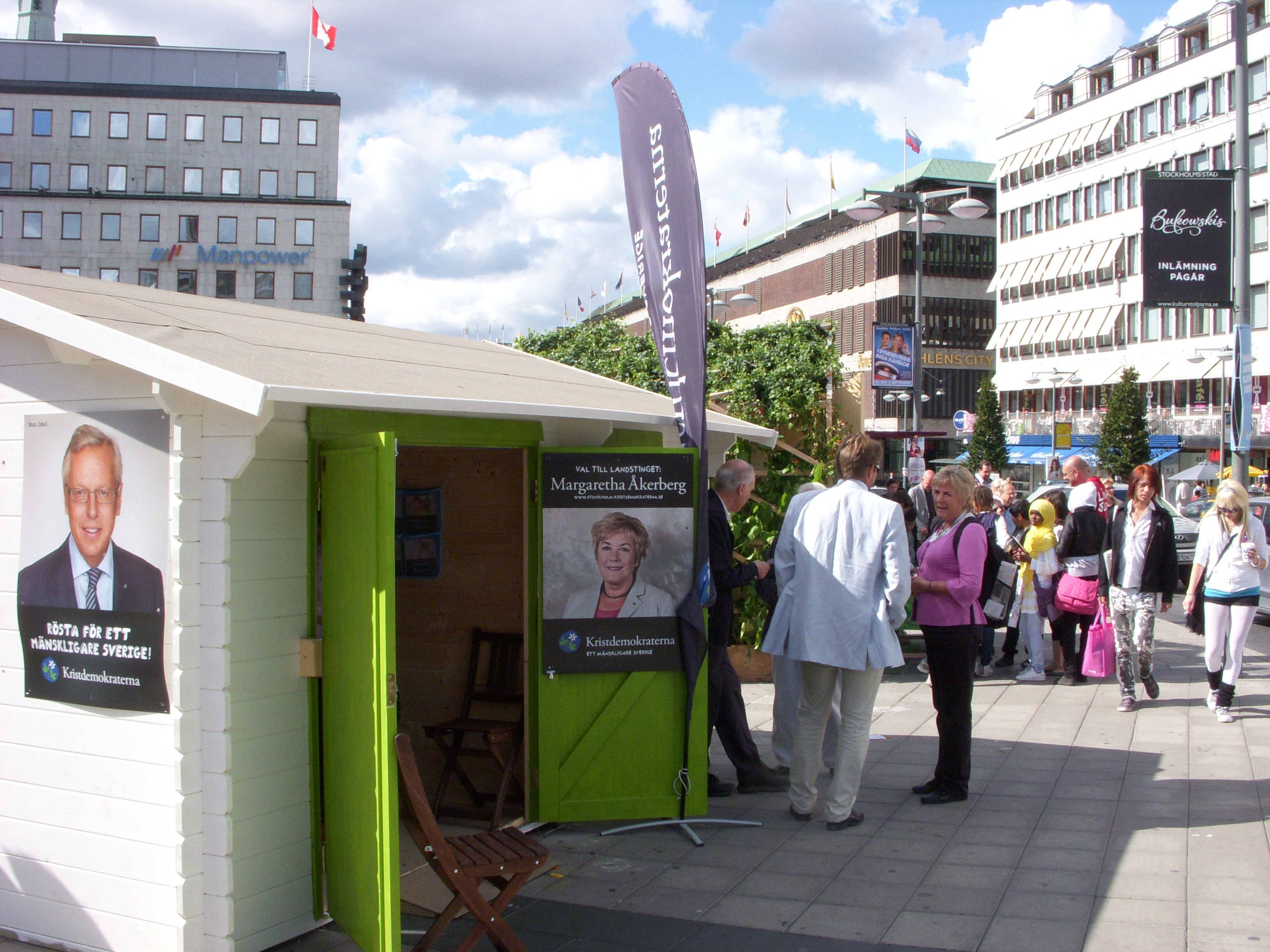
ストックホルムのセルゲル広場にあるキリスト教民主党の選挙小屋、2010年九月。

選挙小屋（valstuga ）とは、主に北欧などにおいて、選挙活動の際に政党が有権者に情報と影響を与えるために用いる、公共の場に置かれたコテージである。
コテージはフリッゲボード（小屋型）であることが多いが、キャンピングトレーラーやコンテナ型のものもある。
選挙後には中古の選挙小屋を安く買い取ることができるが、その関心は高く、入手するのは決まって困難である。

## あわせて見る
- スウェーデンの議会選挙
- スウェーデンの政治